# 赤ちゃんがいっぱい (1975年のテレビドラマ)
『赤ちゃんがいっぱい』（あかちゃんがいっぱい）は、1975年5月3日から同年7月14日までフジテレビ系列の『土曜劇場』で放送されたテレビドラマ。全12回。

## 概要
『土曜劇場』初の21:00開始作品。
東京・銀座で画商を営む更科憲介の妻・加津子、その娘・由美子、その息子・研一の恋人・順子、そして玲子の四人の女性が同時期に妊娠。高齢妊娠、婚前妊娠などそれぞれの複雑な事情が絡み合う様子を描いたホームコメディー。

## 出演者
- 更科加津子：新珠三千代
- 更科憲介：小沢栄太郎
- 更科由美子：酒井和歌子
- 更科研一：岡田裕介
- 玲子：小川知子
- 武彦：田辺靖雄
- 画廊従業員：桐生かほる
- 順子：ホーン・ユキ
- 剛造（武彦の父）：加藤嘉
- 藤村俊二
- ほか

## スタッフ
- 主な脚本：佐々木守
- 主な演出：杉田成道
- 撮影技術：秋場たけお
- 美術：妹尾河童
- 制作協力：東宝